# Kabinett Drake V
Das Kabinett Drake V (Landespräsidium) war von 1. Oktober 1925 bis 10. März 1926 die Landesregierung des Freistaates Lippe.
| Amt                 | Name                           | Partei      |
| ------------------- | ------------------------------ | ----------- |
| Ministerpräsident 1 | Heinrich Drake                 | SPD         |
| Staatsräte          | Gustav Biesemeier Max Staercke | Gwb 2 HuG 3 |

Fußnoten